# جمعة الطحلة

جمعة عبد الله محمد الطحلة  (9 نوفمبر 1962 - 12 مايو 2021) كان عضوًا في كتائب الشهيد عز الدين القسام، الجناح العسكري لحركة المقاومة الإسلامية (حماس) الفلسطينية، وأشرف على مشروع تأسيس وحدة السايبر في كتائب القسام وصناعة الطائرات في وحدة التصنيع في كتائب القسام، وذاع صيته بعد اغتياله في معركة سيف القدس.

## السيرة الذاتية
انتقلت عائلة الطحلة إلى قطاع غزة، إذ سكنت في حي الزيتون، وسط مدينة غزة لعدة أشهر، ومن ثم انتقلت للعيش في خربة السكة، بالقرب من الظاهرية، جنوب الخليل، لتنتقل إلى عمّان في العام 1953، وتسكن في جبل النظيف المتاخم لمخيم الوحدات، قبل أن تنتقل لراس العين، وسط عمّان، والتي كانت في تلك الفترة أبعد نقطة ممتدة إلى الغرب من جبال عمّان، وفي تلك الفترة التي سكنت فيها العائلة في هذه المنطقة ولد الشهيد جمعة الطحلة. وبتاريخ 9 تشرين الثاني/ نوفمبر 1962، وفي منطقة راس العين، وسط العاصمة الأردنية عمّان، ولد الشهيد جمعة عبد الله الطحلة، لأسرةٍ فلسطينيةٍ لجأت من الرملة.

## النشأة والتعليم
كان ثلاثة من أخوال والد جمعة الطحلة ضمن الجهاز الأمني والعسكري للجبهة الشعبية لتحرير فلسطين، وهما، عمر الطحلة (أبو خليل)، وأحمد الطحلة، وعلي الطحلة (أبو داوود). وعاصر جمعة ما حدث في حي نزال بعد الموجة الأولى من الاشتباكات في عمّان، بتاريخ 14 أيلول/ سبتمبر 1970، حينما شنّ الجيش الأردني حملة تمشيط لحي نزال بحثاً عن السلاح، وداهم عددًا من البيوت، وهنا بدأت القضية الفلسطينية تأخذ مكانها في وجدان جمعة الطحلة.
بدأ جمعة الطحلة حياته التعليمية في مدارس وكالة غوث وتشغيل اللاجئين الفلسطينيين "الأونروا" في منطقة حي نزال وأنهى دراسته الثانوية من مدرسة حُنين  الثانوية، في العام 1981، ثم حصل على منحة دراسية في كلية وادي السير الهندسية، التابعة لـ"الأونروا" لدراسة الرسم الهندسي، وبعد مرور سنة دراسية، انتهى المطاف بجمعة الطحلة بالفصل من الكلية، بسبب خلاف مع أحد المدرسين فيها، من حملة الفكر الشيوعي، بعد أن منعه من الدخول للقاعة الدراسية، مع زميله، بعد أن تأخرا في أداء الصلاة، إذ كان وقت المحاضرة يتعارض معها.
في العام 1982، انتسب جمعة الطحلة لدراسة المحاسبة في جامعة بيروت العربية، ولكنه ترك الجامعة، ليلتحق بكلية الشريعة في الجامعة الأردنية، وفي عام 1984 ترك مقاعد الدراسة في كلية الشريعة في الجامعة الأردنية وسافر إلى أفغانستان برفقة عبد الله عزام، وذلك للمشاركة في الحرب الإسلامية ضد الاتحاد السوفيتي.
بعد عودة جمعة الطحلة من أفغانستان واستقراره في الأردن، إنتقل للعمل في الإمارات، وتقدم للدراسة عن بعد لدى إحدى الجامعات الأمريكية في تخصص الهندسة المدنية.
بعد إنتقاله واستقراره في غزة، التحق جمعة الطحلة بالدراسة في جامعة فلسطين العسكرية، التي تشرف عليها كتائب الشهيد عز الدين القسام، وحصل على الدبلوم منها، وغدا لاحقًا أحد أعضاء مجلسها الأكاديمي.

## النشاط العسكري والمهني
أصبح الطحلة قائدًا في كتائب القسام ومسؤولًا عن الأمن السيبراني والتطوير العلمي. وكان له دور مهم في تحسين دقة صواريخ المقاومة وتطويرها.

## اغتياله
جرت أول محاولة لاغتيال جمعة الطحلة في خلال عدوان الاحتلال على غزّة عام 2014 حيث تمّ قصف منزله وفشلت. 
استشهد الطحلة في معركة سيف القدس في 12 مايو 2021 بعد أن تعرض موقع عملياتي له ولمجموعة من المجاهدين ومن بينهم المهندس جمال الزبدة للقصف الإسرائيلي.